# Kiso-machi (Nagano)
Kiso-machi (jap.: 木曽町) ist eine Stadt in Kiso-gun in der Präfektur Nagano auf der japanischen Hauptinsel Honshū.

## Geographie
Kiso-machi liegt im Kisotal. Der Kiso durchfließt das Stadtzentrum. Der Ostrand des Stadtgebiets wird von den Höhenzügen des Kiso-Gebirges dominiert. Auf 476,06 km² leben 12.952 Menschen (Stand: 1. März 2010). Insgesamt grenzen neun weitere Kommunen an Kiso-machi, von denen sich sieben in der Präfektur Nagano und zwei in der Präfektur Gifu befinden. Diese sind die kreisfreien Städte (shi) Ina, Gero, Matsumoto, Shiojiri und Takayama sowie die kreisangehörige Stadt Agematsu und die Dörfer (mura) Kiso-mura, Miyada und Ōtaki.

## Geschichte
Kiso-machi wurde am 1. November 2005 durch die Zusammenlegung der ehemals selbstständigen Kommunen Hiyoshi, Kaida, Kiso-Fukushima und Mitake gebildet. Kiso-Fukushima bildet den zentralen Stadtteil von Kiso-machi.

## Verkehr
Durch Kiso-machi führt die von JR Central betriebene Weststrecke der Chūō-Hauptlinie, an der in Kiso-machi die drei Bahnhöfe Harano, Kiso-Fukushima und Miyanokoshi liegen. Daneben besteht eine Schnellbusverbindung nach Shinjuku, die zweimal pro Tag hin und zurück fährt.
Durch Kiso-machi führen ebenfalls zwei Nationalstraßen. Diese sind die Nationalstraße 19 von Nagano nach Nagoya und die Nationalstraße 361 von Takayama nach Ina. Das letzte Teilstück Letzterer, das im Februar 2006 fertiggestellt worden ist, verläuft direkt durch das Kiso-Gebirge und verkürzt damit die Strecke von Kiso-Fukushima nach Ina auf ca. 20 km Länge.

## Bildungseinrichtungen
In Trägerschaft der Kiso-machi befinden sich fünf Grundschulen und vier Mittelschulen. Des Weiteren befindet sich eine Oberschule in Kiso-machi, die von der Präfektur getragen wird. Außerdem gibt es zwei Berufsschulen (senshū gakkō), eine für Krankenpflege und eine für Forstwirtschaft, in Kiso-machi.

## Sehenswürdigkeiten und Tourismus
In Kiso-Fukushima befinden sich der Vulkan Ontake, der als der am westlichsten gelegene 3.000er Japans gilt. Außerdem gibt es mehrere Skigebiete. Im Ortsteil Fukushima gibt es eine erhaltene Altstadt.

## Städtepartnerschaften
- Fukushima (Präfektur Hokkaidō)
- Matsuura (Präfektur Nagasaki)
- Miyoshi (Präfektur Aichi)
- Shima (Präfektur Mie)

## Söhne und Töchter der Stadt
- Jin Murai – Politiker und ehemaliger Gouverneur der Präfektur Nagano
- Minamoto no Yoshinaka – Heian-zeitlicher Kriegsherr und Cousin von Minamoto no Yoritomo
- Yōji Tanaka – Schauspieler
- Yoshio Suzuki – Jazzmusiker und Komponist

## Weblinks

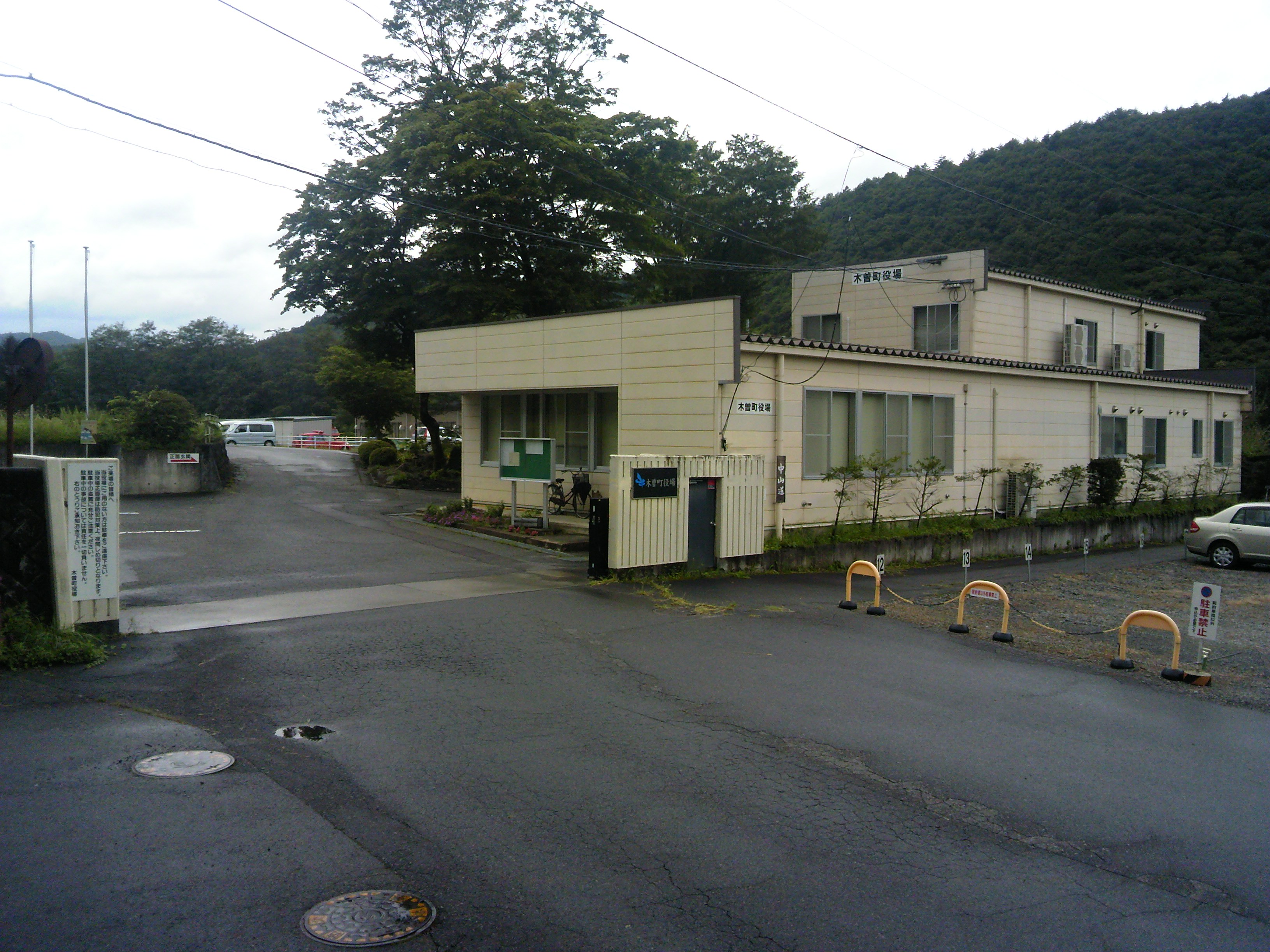
Ehemaliges Rathaus von Kiso